# Кейті Рікетт
Кейті Рікетт (англ. Katie Rickett; нар. 19 серпня 1968) — колишня британська тенісистка.
Найвищу одиночну позицію світового рейтингу — 291 місце досягла 1 серпня 1988, парну — 190 місце — 21 грудня 1986 року.
Здобула 1 парний титул.

## Фінали ITF

### Одиночний розряд: 1 (0–1)
| Результат | Ранг | Дата           | Турнір                  | Покриття | Суперниця      | Рахунок  |
| --------- | ---- | -------------- | ----------------------- | -------- | -------------- | -------- |
| Поразка   | 1.   | 25 квітня 1987 | Queens, Велика Британія | Тверде   | Зільке Франкль | 3–6, 5–7 |

### Парний розряд: 5 (1–4)
| Результат | Ранг | Дата             | Турнір                   | Покриття | Партнерка   | Суперниці                                  | Рахунок  |
| --------- | ---- | ---------------- | ------------------------ | -------- | ----------- | ------------------------------------------ | -------- |
| Перемога  | 1.   | 7 листопада 1986 | Queens, Велика Британія  | Трава    | Саллі Тіммс | Лоррейн Ґрейсі Джой Тейкон                 | 6–4, 6–3 |
| Поразка   | 1.   | 6 грудня 1986    | Ферінігінг, ПАР          | Тверде   | Валда Лейк  | Мері Дейлі Корнелія Лехнер                 | 4–6, 1–6 |
| Поразка   | 2.   | 13 грудня 1986   | Йоганнесбург, ПАР        | Тверде   | Валда Лейк  | Лінда Барнард Маріан де Свардт             | 4–6, 6–7 |
| Поразка   | 3.   | 22 грудня 1986   | Йоганнесбург, ПАР        | Тверде   | Валда Лейк  | Елна Рейнах Моніка Райнах                  | 4–6, 2–6 |
| Поразка   | 4.   | 21 липня 1991    | Фрінтон, Велика Британія | Трава    | Елісон Сміт | Керолайн Біллінгем Вірджинія Гамфріс-Девіс | 3–6, 1–6 |